# Richard the Redeless
Richard the Redeless (« Richard sans conseil ») est un poème allitératif en moyen anglais rédigé dans les premières années du XVe siècle. Il s'intéresse au règne du roi Richard II d'Angleterre (1377-1399), dont il retrace les vicissitudes, dans la tradition du Pierre le laboureur de William Langland.
Comme l'indique le titre de son œuvre, le poète anonyme s'attache à montrer comment Richard a causé la perte du royaume d'Angleterre en s'entourant de mauvais conseillers. Il utilise des jeux de mots et des allégories animalières, par exemple en dépeignant Richard et son rival Henri Bolingbroke comme des perdrix.
L'unique copie subsistante de Richard the Redeless figure dans un manuscrit du deuxième quart du XVe siècle conservé à la bibliothèque de l'université de Cambridge sous la cote Ll.iv.14. Il en occupe les folios 107b à 119b, après une copie du texte B de Pierre le laboureur.